# Campinas do Piauí
Campinas do Piauí es un municipio brasileño del estado de Piauí. Se localiza a una latitud 07º39'37" sur y a una longitud 41º52'54" oeste, estando a una altitud de 230 metros. Su población estimada en 2010 era de 5406 habitantes. Campinas del Piauí fue elevada la categoría de ciudad el 15 de abril de 1964 junto a otros municipios vecinos, siendo desmembrada del municipio de Simplício Mendes.